# Demi Moore
Demi Moore (születési nevén: Demi Gene Guynes; Roswell, Új-Mexikó, 1962. november 11. –) Golden Globe-díjas amerikai színésznő, filmproducer.

## Fiatalkora és családja
1962. november 11-én született Roswellben, Új-Mexikóban. Vér szerinti apja, Charles Harmon Sr. Moore az amerikai légierő pilótája volt. Lánya születése előtt, két hónapos házasság után elhagyta akkor 18 éves feleségét, Virginiát (leánykori nevén King). Amikor Moore három hónapos volt, anyja feleségül ment Dan Guyneshez, egy újsághirdetés-értékesítőhöz. Ő gyakran váltott munkahelyet, ennek következtében a család sokat költözött. Moore 1991-ben azt nyilatkozta: „Az apám Dan Guynes. Ő nevelt fel. Van egy férfi, akit a vér szerinti apámnak minősül, de akivel igazából semmilyen kapcsolatom nincs.”
Moore mostohaapja, Dan Guynes kétszer vált el és házasodott újra Virginiával. 1980. október 20-án, egy évvel a második válásuk után Guynes öngyilkos lett. Vér szerinti apja, Charlie Harmon 1997-ben halt meg, miután májrákkal küzdött. Moore anyja gyakran került összeütközésbe a törvénnyel, beleértve az ittas vezetést és a gyújtogatást. Moore 1989-ben szakította meg vele a kapcsolatot, miután Mrs. Guynes félbeszakította rehabilitációját, amelyet Moore finanszírozott a minnesotai Hazelden Alapítványnál. Guynes 1993-ban meztelenül pózolt a High Society magazinnak, ahol kifigurázta lányának a Vanity Fair magazinban megjelent terhességi és testfestékes címlapfotóit, és parodizálta agyagozós szerelmi jelenetét a Ghost című filmből. Moore és Guynes rövid időre kibékült, nem sokkal azelőtt, hogy Guynes 1998. július 2-án agydaganat miatt meghalt.
Moore kora gyermekkorát Új-Mexikóban, majd a pennsylvaniai Canonsburgban töltötte. Gyermekkorában kancsal volt, amit végül két műtéttel korrigáltak. Veseelégtelenségben is szenvedett. 13 évesen szerzett tudomást vér szerinti apjáról, amikor megtalálta anyja és mostohaapja 1963-as házassági anyakönyvi kivonatát, és érdeklődött a körülmények felől.

## Pályafutása
1981-ben debütált a filmvásznon, majd a General Hospital című szappanoperában szerepelt. A Brat Pack néven emlegetett, feltörekvő huszonéves színészekből álló csoport tagjaként a Riói románc (1984), a Szent Elmo tüze (1985) és a Mi történt az éjjel? (1986) című filmekkel alapozta meg hírnevét. 1990-ben főszerepet alakított az év legnagyobb bevételét hozó filmjében, a Ghostban, Golden Globe-jelölést szerezve. Az 1990-es évek elején feltűnt még az Egy becsületbeli ügy (1992), a Tisztességtelen ajánlat (1993) és a Zaklatás (1994) című filmekben.
1996-ban a filmtörténelem legmagasabb színésznői fizetését (12,5 millió dollárt) kapta a Sztriptíz főszerepéért. A Notre Dame-i toronyőr (1996) és A Notre Dame-i toronyőr 2. – A harang rejtélye (2002) című animációs filmekben Moore rövid kitérőt tett a szinkronszínészkedés irányába. Az 1990-es években utolsó nagyobb szerepe a G. I. Jane (1997) című akciófilmben volt. Pár évnyi kihagyás után, a 2000-es évek elejétől játszott a Charlie angyalai: Teljes gázzal (2003), a Bobby Kennedy – A végzetes nap (2006), a Mr. Brooks (2007), a Krízispont (2011) és a Csajok hajnalig (2017) című filmekben. 

## Magánélete
2019-ben megjelent önéletrajza a The New York Times bestsellere lett. 
Háromszor házasodott: Freddy Moore zenész, majd Bruce Willis színész felesége volt. 2005-ben hozzáment Ashton Kutcher színészhez. Willistől három gyermeke született.

## Filmográfia

### Film
| Év   | Magyar cím                                     | Eredeti cím                                 | Szerep                          | Magyar hang                  |
| ---- | ---------------------------------------------- | ------------------------------------------- | ------------------------------- | ---------------------------- |
| 1981 | Küzdelem a sikerért                            | Choices                                     | Corri                           | Pápai Erika                  |
| 1982 |                                                | Parasite                                    | Patricia Welles                 |                              |
| 1982 | Szerelmes doktorok                             | Young Doctors in Love                       | új gyakornok                    |                              |
| 1984 | Riói románc                                    | Blame It on Rio                             | Nicole "Nikki" Hollis           | Braun Rita                   |
| 1984 | Fotós szerelem                                 | No Small Affair                             | Laura Victor                    | Tóth Ildikó                  |
| 1985 | Szent Elmo tüze                                | St. Elmo's Fire                             | Jules                           | Kökényessy Ági (1. szinkron) |
| 1985 | Szent Elmo tüze                                | St. Elmo's Fire                             | Jules                           | Györgyi Anna (1. szinkron)   |
| 1985 | Szent Elmo tüze                                | St. Elmo's Fire                             | Jules                           | Hámori Eszter (2. szinkron)  |
| 1986 | Mi történt az éjjel?                           | About Last Night...                         | Debbie                          | Náray Erika                  |
| 1986 | Egy őrült nyár                                 | One Crazy Summer                            | Cassandra Eldridge              | Simorjay Emese               |
| 1986 | Bölcsesség                                     | Wisdom                                      | Karen Simmons                   | Zborovszky Andrea            |
| 1988 | A hetedik jel                                  | The Seventh Sign                            | Abby Quinn                      | Györgyi Anna                 |
| 1989 | Nem vagyunk mi angyalok                        | We're No Angels                             | Molly                           | Pregitzer Fruzsina           |
| 1990 | Ghost                                          | Ghost                                       | Molly Jensen                    | Détár Enikő                  |
| 1991 | Eszelős szívatás                               | Nothing but Trouble                         | Diane Lightson                  | Tóth Enikő                   |
| 1991 | Öldöklő vágyak                                 | Mortal Thoughts                             | Cynthia Kellogg                 | Hegyi Barbara                |
| 1991 | Csere-bere páros                               | The Butcher's Wife                          | Marina Lemke                    | Hegyi Barbara                |
| 1991 | Csere-bere páros                               | The Butcher's Wife                          | Marina Lemke                    | Györgyi Anna                 |
| 1992 | Egy becsületbeli ügy                           | A Few Good Men                              | JoAnne Galloway korvettkapitány | Kovács Nóra                  |
| 1993 | Tisztességtelen ajánlat                        | Indecent Proposal                           | Diana Murphy                    | Nyakó Júlia                  |
| 1994 | Zaklatás                                       | Disclosure                                  | Meredith Johnson                | Györgyi Anna                 |
| 1995 | A skarlát betű                                 | The Scarlet Letter                          | Hester Prynne                   | Györgyi Anna                 |
| 1995 | Tegnap és ma                                   | Now and Then                                | idősebb Samantha Albertson      | Hegyi Barbara                |
| 1996 | Az esküdt                                      | The Juror                                   | Annie Laird                     | Kiss Erika                   |
| 1996 | A Notre Dame-i toronyőr                        | The Hunchback of Notre Dame                 | Esmeralda (hangja)              | Básti Juli                   |
| 1996 | A Notre Dame-i toronyőr                        | The Hunchback of Notre Dame                 | Esmeralda (hangja)              | Koós Réka (énekhang)         |
| 1996 | Sztriptíz                                      | Striptease                                  | Erin Grant                      | Tóth Enikő                   |
| 1996 | Beavis és Butt-head lenyomja Amerikát          | Beavis and Butt-Head Do America             | Dallas Grimes (hangja)          |                              |
| 1997 | Szőr Austin Powers: Őfelsége titkolt ügynöke   | Austin Powers: International Man of Mystery | nem szerepel                    |                              |
| 1997 | G. I. Jane                                     | G.I. Jane                                   | Jordan O'Neil hadnagy           | Szabó Gabi                   |
| 1997 | Agyament Harry                                 | Deconstructing Harry                        | Helen                           | Tóth Enikő                   |
| 1999 | KicsiKÉM – Austin Powers 2.                    | Austin Powers: The Spy Who Shagged Me       | nem szerepel                    |                              |
| 2000 | Ébren álmodó                                   | Passion of Mind                             | Martha / Marty                  | Détár Enikő                  |
| 2002 | Austin Powers – Aranyszerszám                  | Austin Powers in Goldmember                 | nem szerepel                    |                              |
| 2002 | A Notre Dame-i toronyőr 2. – A harang rejtélye | The Hunchback of Notre Dame II              | Esmeralda (hangja)              | Básti Juli                   |
| 2003 | Charlie angyalai: Teljes gázzal                | Charlie's Angels: Full Throttle             | Madison Lee                     | Radó Denise                  |
| 2005 | Félhomály                                      | Half Light                                  | Rachel Carlson                  | Kovács Nóra                  |
| 2006 | Bobby Kennedy – A végzetes nap                 | Bobby                                       | Virginia Fallon                 | Tóth Ildikó                  |
| 2007 | Mr. Brooks                                     | Mr. Brooks                                  | Tracy Atwood nyomozó            | Nyakó Júlia                  |
| 2007 | Trükkös gyémántrablás                          | Flawless                                    | Laura Quinn                     | Kovács Nóra                  |
| 2008 |                                                | Strike (rövidfilm)                          | nem szerepel                    |                              |
| 2010 |                                                | Happy Tears                                 | Laura                           |                              |
| 2010 | Eladó a családom                               | The Joneses                                 | Kate Jones                      | Détár Enikő                  |
| 2010 |                                                | Bunraku                                     | Alexandra                       |                              |
| 2011 | Krízispont                                     | Margin Call                                 | Sarah Robertson                 | Fullajtár Andrea             |
| 2011 |                                                | Another Happy Day                           | Patty                           |                              |
| 2011 |                                                | Nepal's Stolen Children (dokumentumfilm)    | narrátor                        |                              |
| 2012 | LOL                                            | LOL                                         | Anne                            | Radó Denise                  |
| 2013 |                                                | Very Good Girls                             | Kate                            |                              |
| 2015 | Hatlövetű kegyelem                             | Forsaken                                    | Mary-Alice Watson               | Tóth Ildikó                  |
| 2016 |                                                | Wild Oats                                   | Crystal                         |                              |
| 2016 | A szerelem vak                                 | Blind                                       | Suzanne Dutchman                | Tóth Ildikó                  |
| 2017 | Csajok hajnalig                                | Rough Night                                 | Lea                             | Détár Enikő                  |
| 2018 |                                                | Love Sonia                                  | Selma                           |                              |
| 2019 | Hivatali eltávozás                             | Corporate Animals                           | Lucy                            | Kovács Nóra                  |
| 2020 | Kanári                                         | Songbird                                    | Piper Griffin                   | Tóth Enikő                   |
| 2022 |                                                | Please Baby Please                          | Maureen                         |                              |
| 2022 | A gigantikus tehetség elviselhetetlen súlya    | The Unbearable Weight of Massive Talent     | Olivia Cage                     | Tóth Enikő                   |
| 2024 | A szer                                         | The Substance                               | Elisabeth Sparkle               | Tóth Enikő                   |

### Televízió
| Év        | Magyar cím                   | Eredeti cím                            | Szerep                | Megjegyzések               |
| --------- | ---------------------------- | -------------------------------------- | --------------------- | -------------------------- |
| 1982–1983 |                              | General Hospital                       | Jackie Templeton      | 29 epizód                  |
| 1984      |                              | The Master                             | Holly Trumbull        | 1 epizód                   |
| 1984      |                              | Bedrooms                               | Nancy                 | tévéfilm                   |
| 1987      |                              | The New Homeowner's Guide to Happiness | Sandy Darden          | különkiadás                |
| 1989      | A simlis és a szende         | Moonlighting                           | nő a liftben          | 1 epizód                   |
| 1990      | Mesék a kriptából            | Tales from the Crypt                   | Cathy Marno           | 1 epizód                   |
| 1996      | Ha a falak beszélni tudnának | If These Walls Could Talk              | Claire Donnelly       | tévéfilm (filmproducer)    |
| 1997      |                              | Ellen                                  | nő                    | 1 epizód                   |
| 1997      |                              | Destination Anywhere                   | Janie                 | tévéfilm                   |
| 2003      | Will és Grace                | Will & Grace                           | Sissy Palmer-Ginsburg | 1 epizód                   |
| 2011      | Küzdelem a rákkal            | Five                                   | nem szerepel          | filmrendező (egy szegmens) |
| 2017–2018 | Empire                       | Empire                                 | Claudia               | 7 epizód                   |
| 2018      |                              | Comedy Central Roast                   | önmaga                | 1 epizód                   |
| 2018      | Állatok                      | Animals                                | tábornok (hangja)     | 5 epizód                   |
| 2020      | Szép új világ                | Brave New World                        | Linda                 | 3 epizód                   |
| 2020      |                              | Dirty Diana                            | Diana (hangja)        | 6 epizód                   |
| 2024      | Viszály                      | Feud: Capote vs. The Swans             | Ann Woodward          | 4 epizód                   |
| 2024      | Az olajügynök                | Landman                                | Cami Miller           | 10 epizód                  |

### Fontosabb díjak és jelölések
Oscar-díj jelölés
- 2025 – legjobb női főszereplő (A szer)

BAFTA-díj jelölés
- 2025 – legjobb női főszereplő (A szer)

Screen Actors Guild-díj jelölés
- 2007 – szereplőgárda kiemelkedő alakításáért mozifilmben (Bobby Kennedy-A végzetes nap)

Screen Actors Guild-díj
- 2025 – legjobb női főszereplő (A szer)

Golden Globe díj jelölés
- 1991 – a legjobb női főszereplőnek  – filmmusical vagy vígjáték (Ghost)
- 1996 – a legjobb női főszereplőnek – televíziós minisorozat vagy tévéfilm (Ha a falak beszélni tudnának)

Golden Globe-díj
- 2025 – a legjobb női főszereplőnek  – filmmusical vagy vígjáték (A szer)

MTV Movie Awards jelölés
- 1993 – a legjobb női alakításért (Egy becsületbeli ügy)
- 1994 – a legjobb női alakításért (Tisztességtelen ajánlat)
- 1994 – a legkívánatosabb színésznőnek (Tisztességtelen ajánlat)
- 1995 – a legkívánatosabb színésznőnek (Zaklatás)
- 1995 – Legjobb negatív szereplő (Zaklatás)
- 1996 – a legkívánatosabb színésznőnek (A skarlát betű)
- 1998 – Legjobb küzdelmi jelenet(G. I. Jane)
- 2004 – Legjobb negatív szereplő (Charlie Angyalai-Teljes gőzzel előre)

MTV Movie Awards díj
- 1994 – Legjobb csók (Tisztességtelen ajánlat)

Critics’ Choice Movie Awards jelölés
- 2007 – Legjobb szereplőgárda kategóriában (Bobby Kennedy-A végzetes nap)

Primetime Emmy-díj jelölés
- 1997 – Legjobb tévéfilm kategóriában (Ha a falak beszélni tudnának)

Goodreads choice awards jelölés
- 2019 – best memoir & autobiography (Inside Out)

Gotham-díj jelölés
- 2024 – Legjobb női alakítás (A szer)
- 2011 – Legjobb színészgárda kategóriában (Krízispont)

People's Choice Awards jelölés
- 1993 – kedvenc filmszínésznő kategóriában
- 1994 – Kedvenc drámai színésznő (Tisztességtelen ajánlat)
- 1995 – Kedvenc drámai színésznő (Zaklatás)
- 1998 – kedvenc filmszínésznő kategóriában (G. I. Jane)

People's Choice Awards díj
- 1993 – Kedvenc drámai színésznő (Egy becsületbeli ügy)
- 1996 – Kedvenc drámai színésznő (A skarlát betű)

Amerikai Rendezők Céhének díja jelölés
- 2012 – Kiemelkedő rendezői teljesítmény – tévéfilm/minisorozat kategóriában (Küzdelem a rákkal)

Audie Award jelölés
- 2020 – narration by the author or authors (Inside Out)

Robert Altman-díj díj
- 2012 – Independent Spirit-díj-Robert Altman-díj(Krízispont)

## Könyve magyarul
- Kívül-belül. Memoár; ford. Radosits Magdolna; Könyvmolyképző, Szeged, 2021

## Fordítás
- Ez a szócikk részben vagy egészben  a   Demi Moore című angol Wikipédia-szócikk fordításán alapul.  Az eredeti cikk szerkesztőit annak laptörténete sorolja fel. Ez a jelzés csupán a megfogalmazás eredetét és a szerzői jogokat jelzi, nem szolgál a cikkben szereplő információk forrásmegjelöléseként.